# Pseudomys hermannsburgensis
Pseudomys hermannsburgensis — вид гризунів родини мишевих (Muridae). Миша є ендеміком Австралії та зустрічається широко, але рідко в посушливих і напівпосушливих областях.

## Морфологічна характеристика
Це дрібний гризун з довжиною голови й тулуба від 56,6 до 77 мм, довжиною хвоста від 70,4 до 91,5 мм, довжиною лапи від 16,1 до 17 мм, довжиною вух від 12 до 13,2 мм і вагою до 17,2 грама. Тіло струнке і кволе, хутро гладке. Верхня частина варіює від червоно-коричневого до сірувато-коричневого, боки більш червонуваті, а черевні частини білі. Ноги білі. Хвіст довший за голову й тулуб, дрібно вкритий шерстю, зверху рожево-коричневий, знизу трохи світліший.

## Поведінка
Це нічний і зграйний вид. Він знаходить притулок невеликими групами в системах тунелів і нір. Харчується насінням, бульбами, пагонами та членистоногими.